# Esther (Händel)
Esther (HWV 50) es una obra musical de tipo oratorio en tres actos creada por el compositor Georg Friedrich Händel en torno al año 1718 pero completada mediante perfeccionamientos hasta 1732, fecha final de su creación.
Se ha bautizado a esta obra como "el primer oratorio inglés" pero, sin embargo, no puede decirse a ciencia cierta que se trate de un oratorio puro ya que integra partes de la ópera, la pastoral y las mascaradas.
Su popularidad llegó a la modernidad gracias al musicólogo John H. Roberts el cual recuperó y realizó estudios sobre esta obra llevándola a una representación actual en Londres en el año 2013.

## Libreto
Se atribuye el libreto de este "oratorio" a dos autores, Alexander Pope y John Arbuthnot. La historia se basa en el pasaje bíblico con el mismo nombre que la obra en cuestión, según la versión teatral de [Racine].
Esther es una joven judía que vive con Mardoqueo, un consejero del gran rey de Persia, el rey Ahaseurus, recompensado por este rey a su valor, al haber salvado al rey de un plan de asesinato. Ahaseurus en este inicio ha rechazado a la que fuera a ser su mujer y elige a Esther como su nueva esposa. En otro tema, el jefe de Gobierno, Amán, tiene un pleito con Mardoqueo, ya que este se niega a inclinarse frente a él alegando que sólo se inclinará frente a su Dios. Frente a esta humillación, Amán toma represalias haciendo mandar el exterminio de todos los judíos del imperio Persa. Mientras se celebra la alegría del casamiento de Esther a ella le llega la noticia de este mandato y junto con Mardoqueo descubren que el rey ha dado visto bueno a ese exterminio.
En la época estaba penado acercarse al rey a rogar sin que él hubiera aceptado dicho acercamiento, pero tal es la preocupación de Esther que ella corre el riesgo con tal de una oportunidad de salvar a su pueblo.
Frente a lo esperado, el rey perdona esta ruptura del protocolo y escucha los ruegos de Esther. Esther invita a cenar tanto al rey como al jefe del estado y en esa cena les recuerda el valor de Mardoqueo al haber salvado al rey de la tentativa de asesinato y les revela su origen judío por lo que si siguen con su plan deberán morir ella misma y también Mardoqueo. Amán había preparado una horca para ajusticiar a Mardoqueo pero el rey obliga a Amán a ejecutarse allí. Como final, los judíos dan las gracias a Dios por su liberación y la salvación ante tan inminente destino que les esperaba mediante alabazas.

## Historia bíblica
El libreto de este oratorio presenta ciertas diferencias con el relato bíblico, esto se achaca a las continuas renovaciones y perfeccionamiento del libreto lo cual pudo alterar ciertos rasgos de la historia.

## Características musicales
En cuanto a los tipos de canto, Ahaseurus (tenor) canta con gran expresividad, en un tono serio acorde con su personaje y es usual en él las repeticiones del texto.
Esther, en voz de una soprano, destaca por el uso de la coloratura y tranquilidad en la voz, también destacan los recursos expresivos en el canto en la sección del ruego.
Mardoqueo posee un tipo de canto limpio pero con escasa variedad tonal.
También aparecen otro tipo de registros usuales del barroco como un contratenor en boca de un sacerdote que podría haber sido interpretado por un castrato de la época.
La obra, al ser en gran parte considerada como oratorio, hace uso del coro. A este coro se le otorga un gran énfasis donde se aprecian las influencias de la tradición coral alemana y los recursos musicales ingleses de momento.
Se acompaña el canto con una orquesta de pequeñas proporciones que no destaca sobre el canto aunque, sin embargo, sí lo hace en el inicio por medio de una obertura lírica.

## Personajes
Esther (soprano).
Ahasuerus, Rey de Persia (tenor).
Mardoque (tenor).
Amán (bajo).
Mujer israelí (soprano).
Priest (contralto).
Primer israelí (tenor).
Segundo israelí (bajo).
Habdonah (bajo).
Oficial Persa (bajo).
COROS:
Coro de israelitas.
Coro de soldados persas.

## División de las partes en arias y recitativos

### ACTO 1
1. Obertura 
2. Recitativo: 'Tis nobler far (Tenor, Bajo). 
3. Aria: Pluck root and branch (Bajo). 
4. Recitativo: Our souls with ardour glow (Tenor). 
5. Chorus: Shall we the God of Israel fear? (Persas.) 
6. Recitativo: Now persecution (Tenor). 
7. Aria: Tune your harps (Tenor).
8. coro: Shall we of servitude complain. 
9. Aria: Praise the Lord (Soprano).
10. Recitativo: O God, who from the suckling's mouth (Tenor). 
11. Aria: Sing sons of praise (Tenor). 
12. Recitativo: How have our sins (Contratenor). 
13. Recitativo: Methings I hear (Contratenor).
14. coro: Ye sons of Israel, mourn.
15. Aria: O Jordan, sacred tide (Contratenor).

### ACTO 2
16. Recitativo: Why sits that sorrow? (Soprano, Tenor).
17. Aria: Dread not, righteous Queen (Tenor). 
18. Recitativo: I go before the King (Soprano). 
19. Aria: Tears, assist me (Soprano). 
20. Coro: Save us, O Lord.
21. Recitativo: Who dares intrude (Tenor, Soprano). 
22. Dueto: Who calls my parting soul (Soprano, Tenor). 
23. Aria: O beauteous Queen (Tenor). 
24. Recitativo: If I find favour (Soprano). 
25. Aria: How can I stay (Tenor).
26. Recitativo: With inward joy (2 Tenores.) 
27. Coro: Virtue, truth, and innocence.

### ACTO 3
28. Invocación: Jehovah crowned (Contratenor). 
29. Coro: He comes to end our woes.
30. Recitativo: Now, O Queen (Soprano, Tenor). 
31. Recitativo: Turn not, O Queen (Bajo). 
32. Aria: Flattering tongue, no more I hear thee.
33. Recitativo: Guards, seize the traitor (Tenor).
34. Aria: How art thou fall'n (Bass).
35. Coro con solistas: The Lord our enemy has slain.